# راننده: یاغی
درایور: یاغی (معروف به درایور: یاغی ۳بعدی در مناطق PAL) یک بازی ویدیویی اکشن-رانندگی است که در سال ۲۰۱۱ توسط VD-dev توسعه یافت و یوبیسافت آن را برای کنسول نینتندو 3DS منتشر کرد. این بازی که بخشی از مجموعه درایور محسوب می‌شود، به عنوان پیش‌درآمدی بر نسخه "درایور ۲" (۲۰۰۰) عمل می‌کند.

## گیم‌پلی
بازی شامل بیش از ۲۰ مأموریت و حدود ۵۰ خودرو است که می‌توان آنها را در گاراژ تنظیم و ارتقا داد. توانایی‌های تانر (شخصیت اصلی) شامل یک نوار خشم (Rage bar) برای نابودی خودروهای دشمن است. همچنین ۷ حالت چالش شامل حمله زمانی (Time Attack)، حالت حذف (Elimination Mode) و جنگ جاده‌ای (Road War) در بازی وجود دارد.
این بازی از قابلیت StreetPass و همچنین امکانات آنلاین از طریق Nintendo Wi-Fi Connection پشتیبانی می‌کند.

## داستان
پس از نجات رئیس‌جمهور، تانر از پلیس نیویورک (NYPD) استعفا داده و به سیستم فاسد پلیس بی‌اعتماد شده است. او برای کار در شرکت امنیتی «اوک لیونز» درخواست می‌دهد، اما رد می‌شود. ناگهان تیراندازی رخ می‌دهد و مردی ربوده می‌شود. تانر رباینده را تعقیب و با یک آچار به قتل می‌رساند. قربانی، سناتور اندرو بالارد از نیویورک است. پس از انتقال او به وارن نولان، رئیس امنیت بالارد، و فرار از دست جنایتکاران دیگر، بالارد به تانر پیشنهاد می‌کند تا با هر روش ممکن به مبارزه با جنایت در شهر کمک کند.  
تانر ابتدا به Bobby "Sledgehammer" (منبع سابق اطلاعات) برای سرنخ درباره دزدیدن سناتور مراجعه می کند. او ابتدا ادعا می کند چیزی نمی داند، اما پس از اینکه تانر با تخریب خودروی جدیدش او را می ترساند، اعتراف می کند که رمزی این دزدی را برنامه ریزی کرده است.  
دوست قدیمی تانر، ستوان گوردون بلانت، به او کمک می کند تا رمزی را در انبارش پیدا کند. تانر او را تعقیب و در یک تعقیب و گریز می کشد. نولان می رسد و هدف بعدی را وودورث معرفی می کند.  
تانر سالن های ماساژ قلابی وودورث را با خودرو ویران می کند. در این حین با مگان مونی، یکی از زنان وودورث آشنا می شود. پس از تخریب سالن ها، او را زخمی شده توسط وودورث پیدا می کند. پس از بردن مگان به بیمارستان، او محل اختفای وودورث در هتل پارادایس را فاش می کند.  
در هتل، نقشه آنها توسط "مایک کوچولو"، محافظ وودورث لو می رود. تانر وودورث را تعقیب می کند در حالی که نولان مایک را خلع سلاح می کند. پس از تعقیب، وودورث با خودرو از روی پل به داخل بیلبورد می پرد و می میرد.  
تانر سپس به دنبال اشتون می رود. او کاروان افراد اشتون را نابود می کند تا جریان پول او را قطع کند. سپس یک ون حمل پول را تعقیب و پول ها را آتش می زند. نولان اشتون را پیدا می کند و تانر او را تا یک استادیوم بیسبال تعقیب می کند، جایی که اشتون به دیوار برخورد کرده و کشته می شود.  
مگان درباره دکتر لوئیس که قصد خرید کلیه او را داشت به تانر می گوید. تانر دکه های روزنامه فروشی لوئیس را نابود می کند. در نهایت او را در مترو پیدا می کند که دچار حمله قلبی شده و روی ریل می افتد.  
تانر سپس به دنبال لنا رابینز می رود. او کاروان افراد لنا را نابود می کند. سپس لنا را که در یک تانک است تعقیب و خودرویش را نابود می کند. او لنا و دوست پسرش کوین را با اسلحه تهدید می کند که ناگهان لنا توسط یک تیرانداز ناشناس کشته می شود.  
کوین به تانر می گوید که بالارد رهبر اصلی است و می خواهد آنها را بکشد. تانر از کوین کمک می گیرد تا به بالارد ضربه بزند. در همین حال، کاپیتان مکنزی که هنوز از تانر عصبانی است، تمام پلیس نیویورک را به دنبال او می فرستد چون فکر می کند او لنا را کشته است.  
تانر فرار می کند و با مگان صحبت می کند که می داند بالارد پشت همه اینهاست. او درباره یک نوار از بالارد در هتل پارادایس با زنان فاحشه به عنوان مدرک به تانر می گوید. تانر نوار را می گیرد اما نولان مگان را می دزدد. پس از تعقیب نولان، مگان در یک انفجار کشته می شود و نولان فرار می کند.  
تانر نولان را پیدا و با تانک لنا او را تعقیب می کند. نولان زخمی به تانر می گوید بالارد در حال ترک ملک خود برای فرار از پلیس است. تانر نولان را در حال مرگ رها می کند و به دنبال بالارد می رود.  
پس از پیدا کردن بالارد در حال ترک ملک، خودروی او را از جاده خارج و با اسلحه او را تهدید می کند. مکنزی و پلیس نیویورک می رسند و به تانر دستور می دهند اسلحه را زمین بگذارد. تانر نزدیک بود او را بکشد اما به خود یادآوری می کند که از آدم های خوب است.  
در پایان، تانر دستگیر و در حال انتقال به زندان است که بلانت می رسد. بلانت می گوید FBI او را برای یک پرونده مهم در شیکاگو می خواهد. تانر می پذیرد.